# ロズウェル事件の目撃談
ロズウェル事件の目撃談（ロズウェルじけんのもくげきだん、Witness accounts of the Roswell UFO incident）は1947年に米国ニューメキシコ州ロズウェル付近で異星人の乗り物および異星人の死体が回収されたと主張されるロズウェル事件を、直接または間接に見聞きしたと主張する人たちによってもたらされた話である。
1978年、作家スタントン・T・フリードマンはジェシー・マーセルJesse Marcelにインタビューした。マーセルは1947年にロズウェル付近の牧場で彼が回収した残骸が「この世の物ではない」と彼が疑っていることを話した。それに続く15年ほどのあいだ、彼と他の人たちが与えた話がロズウェルを忘れられた事件から恐らく全時代の中で最も有名なUFO事例に押し上げた。
マーセルと他の人たちは残骸の叙述を与えた。それらは同様の物体のセットを叙述していると思われた。さらに壮観なことに、UFO研究家たちが1947年の事件と繋がりのある人々をさらに捜し出しインタビューするとともに、異星人と異星人の乗り物についての多数の話が出現した。
このページは幾つかのセクションに分けられている。最初は、残骸の叙述である。これらは人々が現場で見たもの、および残骸がフォートワースのその最後に見られた行き先へと輸送されているときに人々が見たものである。これらの話のほとんどは直接の目撃談である。
次に、異星人と異星人の乗り物の叙述である。最初のセクションは直接の異星人の話、次いで異星人と異星人の乗り物を見ていたと主張する人々を知っていた人々からのまた聞きの話を提供する。後者のセクションでは、異星人の乗り物の残骸は見たが異星人は見ていないと主張する人たちからの話も含む。
そして、目撃者の脅迫の話と隠蔽があったと主張する話である。

## 1947年に叙述された残骸の目撃談

### マック・ブレイゼルのインタビュー
マック・ブレイゼル(Mac Brazel)は残骸を発見した人物であり、残骸が散らばったとされるJ・B・フォスター牧場の管理主である。これがロズウェルUFO事件を過熱させた。彼は研究家たちが事件の目撃者たちをインタビューし始めるより前の1963年に死亡した。しかし、彼は1947年にインタビューされ、彼の残骸の話は1947年7月9日付けの「ロズウェル・デイリー・レコードRoswell Daily Record 」紙に現れた。インタビューの中で彼は「ゴムひも、スズ箔、いくぶん丈夫な紙と棒からできた輝く残骸」を見つけた発言している(p.6)。

### ジェシー・マーセルの証言
ジェシー・マーセルは1978年以来、研究家たちの接触を受けた。彼はブレイゼルに連れて行かれた残骸が風変わりだったことを示す詳細な話を繰り返した。彼は残骸の本当の性質が軍によって隠匿されたと信じていた。彼の話は1979年にドキュメンタリーUFOs are Real で、および1980年に「ナショナル・エンクワイアラーNational Enquirer 」紙で取り上げられた。これらは、ロズウェル事件への人々の興味を刺激して復活させ事件を有名にする大きな原因となった。
「全ての種類の物があった―表面に誰にも解読できないある種の象形文字を伴う約3/8か1/2インチ四方の小さな梁。これらはバルサ材とある程度似ており、およそ同じ重さであったが、ただしそれらは全然木ではなかった。それらは非常に硬く、けれども柔軟で、そして燃えないようだった…。残骸について私を印象づけたことの一つはそれの多くが羊皮紙に似ていたという事実だった。それはシンボルを伴う小さな数字を持っていたが、私はそれらを理解できなかったために我々は象形文字的だと呼ばねばならなかった。それらは読むことができず、それらは何かを意味する何かのシンボルのようであり、そしてそれらは全て同じでなかったが、一般的なパターンは同じだった。それらはピンク色と紫色だった。それらは表面にペイントされているように見えた。これらの小さな数字は壊すことができず、燃やすこともできなかった。私は自分のシガレットライターを取り出して物体を燃やそうとすらしてみたが、それは燃えなかった―煙すら出なかった。しかしもっと驚くべきことは私が持ち帰った物体のかけらがとても薄く、タバコのパックにあるスズ箔のようだったことだ。私は最初、少年の一人が私のところに来てこう言うまで、それにたくさんの注意を払わなかった: 『そこにあった金属が何か分かる？。私は物質を曲げようとしたが曲がらなかった。大槌でそれをしようとすらした。それに凹みをつくることもできない』。」、とマーセルは言った(pp.72-74)。

### ブレイゼルとマーセルの家族の証言
マックの娘、ベシー・ブレイゼルは残骸の回収を手伝っていた。「厚くワックスをかけられた紙とある種のアルミニウム様の箔の欠片のようなものがあった。これらの欠片の一部は表面に数字と文字のような何かがあったが、私たちはいかなる単語も見分けられなかった。金属箔のような欠片の一部はある種のテープが上に貼られていて、これらは光にかざすとパステルの花またはデザインに似たものが見えた。この物質はテープに似ているにもかかわらず、それは全然剥がしたり除去したりできなかった。それは非常に軽かったがそこはそれでいっぱいだった」(p.96)。
彼女はさらなる記述を持つ宣誓供述書に署名もした: 「残骸は大きな気球が破裂したものの欠片のように見えた。欠片は小さく、私が寸法を覚えている最大のものはバスケットボールの直径とおよそ同じだった。それのほとんどは一種の両面物質であり、片面が箔様でありもう片面がゴム様であった。両側とも色は灰色がかった銀色であり、箔側はゴム側より銀色がかっていた。棒は凧の棒に似ていて、白っぽいテープで欠片の一部に貼り付けられていた。箔-ゴム物体は普通のアルミ箔が破れるようには破れなかった」(p.169)。
息子ビル・ブレイゼル・ジュニアBill Brazel Jr.はベシーが言ったことの一部を確認した: 「ある程度のスズ箔とある程度の木があり、木のあるものの上には日本語か中国語の文字があった」(p.52)。「私が拾ったものには木のような粒があった。これらはバルサ材と似た重さだったが、色はわずかに暗くもっと硬かった。この物質は…押しても凹まず、普通のバルサのように指爪で引っかくこともできず、そして壊すこともできなかった」。
マーセルの息子ジェシー・マーセル・ジュニアJesse Marcel Jr.も残骸を見た。マーセルは家へ帰り残骸を彼の家族に見せた。マーセル・ジュニアはこう言っている: 「[それは]箔に似た物質で、非常に薄く、金属に似ていたが金属でなく、そして非常に頑丈だった。ある構造的なような物体もあった―ビームやそういったもの。またたくさんの有機質に見える黒いプラスティック物質が…象形文字タイプの文字があるビームの残骸の一部の端に沿って刻印されていた。私は最近父にそれについて訊き、彼はこれらの文字がビームにピンクまたは紫っぽい色で記述されていたのを見たことを思い出した。本当のエジプトの象形文字に存在する動物の文字が一つもあったとは思えない点を除いて、エジプトの象形文字が見られた文字に近い視覚的記述であるだろう…」(pp.78-80)。
彼は他の場所で署名した宣誓供述書の中でこう言った: 「残骸には三つのカテゴリーがある; 薄い、箔に似た金属質で灰色の物質; ベークライトのような、もろい、茶-黒色のプラスティックに似た物体; そしてIビームであるように見えるものの断片があった…。Iビームの内側表面には、あるタイプの文字であるように見えるものがあった。この文字は紫-青紫色の色相であり、浮き出しの外見をしていた。文字は曲がった、幾何学的な形から成っていた。それはロシア語、日本、あるいはいかなる他の外国語とも類似点を持たなかった。それは象形文字に似ていたが、それは動物様の文字を持っていなかった」(p.162)。

### シェリダン・キャヴィットとルイス・リケットの証言
ロズウェル対敵諜報部隊(CIC)のシェリダン・キャヴィットSheridan Cavittはマーセルによって彼が墜落を調査し残骸を回収するのを手伝っていた人として特定された。キャヴィットは、当時の記事の中で牧場主ブレイゼルがマーセルと彼自身に付き添っていたと言及した「私服の男」と思われる（CICの代理人は普通民間人の服を着ていた）。
彼は1994年の空軍が隠蔽の主張を調査した時にインタビューされた。インタビューの中で、彼はブレイゼルと会ったあるいはマーセルと一緒に行った記憶はさっぱりないと言った。しかし彼は彼のCICの助手ルイス・リケットLewis Rickettと一緒に墜落現場に行ったと言った。
キャヴィットによると墜落現場はちっちゃな、およそ彼の居間または「20フィート四方」の大きさだった。「私の記憶によると、それは少しの量の竹棒、反射する種類の物質だった。それは、一見したところでは、見た人は恐らくアルミニウム箔と考えると思われる、そういったタイプの何かであり我々はそれの一部を集めた。私は我々がそれの全てを得ようとしたかのかどうかすら分からない。それは撒き散ってはいなかった; えっと、私の呼び方は、広範囲でしょ」(Attachments 17 and 18)。
リケットは残骸についてもこう叙述した: 「わずかに曲がった、本当に軽い、金属の欠片があった」「それは曲げることはできたが皺をつけることはできなかった」「それは約6インチ×12または14インチであった。非常に軽かった。私はしゃがみ込んでそれをポキンと折ろうと試みた。私の上官[キャヴィット]は笑って「抜け目のない奴だ。私たちができなかったことをやろうとしている」と言った。私は「丘のこの物質は何からできているのか？」と尋ねた。それはプラスティックのようには感じなかったし、私はこの壊すことのできない薄い金属の欠片を見たことがなかった」。

### ロズウェル基地とフォートワース基地の目撃者たち
- ロバート・ポーター軍曹Sgt. Robert Porter: B-29の航空技師。ポーターはロズウェルからフォートワースへのB-29の飛行で積み込みを助け飛行機にも乗っていた。この飛行中の、続けてオハイオ州ライト基地に行く前に、マーセルはある程度の回収された物体をロジャー・レイミー准将Gen. Roger Rameyに見せたと思われている。「私は物体をB-29に積み込むのに関与した。それは包装紙で梱包の中に包まれていた。欠片の一つは三角形で、底部の差し渡しで約2.5フィートあった。残りはおよそ靴箱の大きさの小さな梱包の中にあった。茶色の紙がテープで留められていた…。物体は極めて軽かった。私がそれを持ち上げたとき、それは空の梱包を持ち上げるかのようだった。我々は三角形の形状の梱包と三つの靴箱サイズの梱包を飛行機へと積み込んだ。全ての梱包は車のトランクへと収まっただろう」[6](p.165)[12]。
- ロバート・シャーキー中尉1st Lt. Robert Shirkey: 基地作戦補佐官。シャーキーも残骸がB-29へと積み込まれていくのを目撃した。「…搭乗列から3フィートだけのところに立って、我々はアルミニウムに見える金属片でいっぱいの箱がB-29へと運ばれるのを見た。マーセル少佐は屑金属と思われるものでいっぱいの開いた箱を運んで現れた。それは明らかにアルミニウムでなかった: それは輝き方も反射の仕方もアメリカ軍飛行機のアルミニウムのようではなかった。マーセル少佐によって運ばれた箱の一つの角から突き出たものは小さな「Iビーム」であり、その内部フランジに、ある種の風変わりな、黒でもなく、紫でもないが、その二つにおおよそ近い色のついた、象形文字に似た模様があった。…民間人の服装をした一人の男…が彼の左腕の下に金属の欠片を抱えて運んでいた…。この欠片はポスター画板とおよそ同じ大きさだった―非常に滑らかで、ほとんどガラスのようで、ふちが裂かれていた」[13](p.72-73)。
- ロバート・スミス軍曹Sgt. Robert Smith: ロズウェル第一空輸部隊。「ロズウェル事件における私の関与は航空機へと残骸の箱を積むのを手伝ったことだった…。我々は箱を積むためにその格納庫へと連れて行かれた。格納庫の床にはたくさんの農場の泥があった…。我々は3機か4機のC-54へと箱を積んだ…。一つの箱は飛行機全体を占めた; それはそんなに重かったのではないが、容積が大きかった…。私が見たものの全ては物体の小さな破片だった。私が見た残骸の破片は2～3インチ四方だった。それはぎざぎざだった。それはしわくちゃにしても、元通りに広がった; しわくちゃにしたとき、それはセロファンのようにパリパリと音を立て、それが広がったときもパリパリと鳴った。皺はつかなかった…。最大の欠片はだいたい長さ20フィート; 高さ4～5フィート、幅4～5フィートだった。残りは長さ2～3フィート、2フィート四方あるいはもっと小さかった。物体の欠片を持っていた軍曹はそれは箱の中の物体だと言った…[14]。

二人の目撃者がレイミーのオフィスへと連れて来られ彼らが見たロズウェルから来た残骸について話した。
- J・ボンド・ジョンソンJ. Bond Johnson: 「フォートワース・スターテレグラムFort Worth Star-Telegram 」紙の記者/写真家は、レイミーのオフィスで、レイミー、デュボーズ、およびマーセルが一緒にポーズを取る、残骸の写真を6枚撮った。彼はこう言った: 「それは印象的な光景ではなかった。単にある程度のアルミニウムに似た箔、バルサ材の棒、およびオフィスに悪臭を放っていたある程度の燃えたゴムがあっただけだった」。ジョンソンによると、レイミーは彼に「我々は見つけた…それは気象観測用気球だ」と語った[7](p.72)。
- アーヴィング・ニュートン准尉Warrant Officer Irving Newton: フォートワースの気象予報士。彼はレイミー准将のために連れて来られ、公式の気象観測用気球という確認を作ったという当時の話で特定された。元々の証言では、ニュートンは彼がレイミーのオフィスへ行ったときに「彼は、ある物体がロズウェルで少佐によって見つけられ、准将はそれが本当は気象観測用気球であると決め、彼にそのとおりに確認するよう求めた、…という大佐による簡潔な説明を受けた」ことを示唆した。ニュートンによると、「私に示されたものが気球の一部であったことは疑いない。私は後にロズウェルからきた少佐がその物体を空飛ぶ円盤として認定したが、准将はこの認定に最初から疑いを持っていたと話された…」[4](p.36)。後の空軍への宣誓供述書の中で、彼はこう言った。「私は当時これが[凧]を持つ気球であると確信していたし、残りもそう確信させた…。棒の上にはラベンダーかピンクの色の絵柄があり、風化で褪せたまったく意味をなさない模様のように見えた」[10](Attachment 30)。気球の残骸と一緒に写るニュートンの写真も知られていない写真家によって撮られた[15]。（フロックはアメリカ空軍のチャールズ・B・カッションCharles B. Cashonが写真家だと突き止めた）。

### 珍しい性質を持つ物体
他にも残骸を見たと主張する人はたくさんいて、それらの多くが珍しい物理的特質を持つさまざまなタイプの物体を叙述した。一つはしわくちゃにしたときに元々の形を取り戻すスズ箔に似た物体だった。
- ブレイゼル・ジュニア: 「この箔についての奇妙なことは、それに皺をよせて広げることができたが、それはすぐにその元々の形に戻ったということである。それは極めて柔軟であり、それでも普通の金属のように皺を寄せたり曲げたりはできないだろう。それは確実に本質的に金属質であったことを除けばある種のプラスティックにとても似ていた」。
- マーセル・シニア: 「金属箔たくさんの破片があり、それはアルミニウムに似ていたがアルミニウムではなかった。たとえそれを何回しわくちゃにしようとも、それは再び元々の形を取り戻す。それのほかに、大槌を使ってすら、それは壊せなかった」。
- ロバート・スミス軍曹、ロズウェル第一空輸部隊: 「それはしわくちゃにしても、元通りに広がった; それをしたとき、それはセロファンのようにパリパリと音を立て、それが広がったときもパリパリと鳴った。皺はつかなかった」。

他の人たちは似た話をした。
物体の一部のもう一つの異常な側面はその強さであった。
- マーセル・シニア: 「この金属の特定の欠片は、長さ約2フィートでたぶん1フィートの幅だったかな。ほら、その物質は何の重さもなく、それはとても薄く、どんなタバコのパックの中のスズ箔もこれより薄くないだろう。だから私は物質を曲げようとしたが、それは曲がらなかった。我々は16ポンドの大槌でそれにへこみを作ろうとしたが、それでもそれにへこみはできなかった」。
- ルイス・リケット軍曹: 「わずかに曲がった、本当に軽い、金属の欠片があった。それは約6インチ×12または14インチであった。非常に軽かった。私はしゃがみ込んでそれをポキンと折ろうと試みた…。それはプラスティックのようには感じなかったし私はこの壊すことのできない薄い金属の欠片を見たことがなかった」。

他の目撃者たちも似た話を与えた。
一部の人たちは異常な性質を持つ鉛筆に似た棒も叙述した。
- マーセル・シニア: 「表面に誰にも解読できないある種の象形文字を伴う約3/8か1/2インチ四方の小さなビームがあった。これらはバルサ材にある程度似ており、およそ同じ重さであったが、ただしそれらは全然木ではなかった。それらは非常に硬く、けれども柔軟で、そして燃えないようだった」。より詳しくは上に引用した。
- ブレイゼル・ジュニア: マーセルのものと似た引用が、上に与えられている。同様に、「私はそれを壊せなかったしそれを私のポケットナイフで削ることもできなかった」。
- ロレッタ・プロクター: 「彼[マック・ブレイゼル]が持ってきた欠片はある種の日焼けした、薄茶色のプラスティックに似ていた。それはバルサ材のように、非常に軽かった。それは大きな欠片ではなく、たぶん約4インチの長さで、たぶん鉛筆より少し大きいだけだった。私たちはそれをナイフで切りつけその上でマッチを握ったら、それは燃えなかった。私たちはそれが木でないと分かった。それはプラスティックのように滑らかだった」。
- ジェシー・マーセル・ジュニア: 「…Iビームであるように見えるものの断片があった。Iビームの内側表面には、ある種の文字であるように見えるものがあった。この文字は紫-青紫色の色相であり、浮き出しの外見をしていた。文字は曲がった、幾何学的な形から成っていた。それはロシア語、日本、あるいはいかなる他の外国語とも類似点を持たなかった。それは象形文字に似ていたが、それは動物様の文字を持っていなかった」。もう一つは上に引用した。
- ロバート・シャーキー中尉: 「搭乗列から3フィートだけのところに立って、我々はアルミニウムに見える金属片でいっぱいの箱がB-29へと運ばれるのを見た。…マーセル少佐によって運ばれた箱の一つの角から突き出たものは小さな「Iビーム」であり、その内部フランジに、ある種の風変わりな、黒でもなく、紫でもないが、その二つにおおよそ近い色のついた、象形文字に似た模様があった」「私は象形文字を明瞭に見ることができた。記号は浮き彫りであり突き出していた」。

さらなる目撃者たちが似た話を与えた。

### 残骸原の叙述
残骸原の大きさと牧場の地面状態の報告は異なっている。残骸原の大きさについての叙述は大きな範囲にわたる。それは、キャヴィットの領域は彼が座っていたおよそ20フィートの部屋の大きさだったという主張(Attachment 18)から、ブレイゼルが1947年に与えた「約200ヤードの直径」の一つの話にまで及ぶ。さらに、マーセル・シニアの叙述では: 「残骸は長さ約3/4マイル及び幅数百フィートの範囲に渡って撒き散らされていた」(p.69)、あるいは「それはたぶん長さ1マイル及び幅数百フィートの残骸だった」、なおマーセルのものとされる1947年のもう一つの叙述では、「彼は1平方マイルの地面に渡って撒き散らされた気象デバイスの壊れた遺物を見つけた」。
ビル・ブレイゼル・ジュニアは、彼の父が後に彼に語ったことに基づき、マーセルのものと非常に似た別個の叙述、残骸原は「長さ約1/4マイルぐらいで、幅数百フィート」だったという話を与えた。
残骸原の大きさの間接的な叙述はビル・ブレイゼルとその隣人牧場主バド・ペイネBud Payneの合同声明から来た。ブレイゼルによって指摘された残骸原の最北部分（彼によると溝があったところ）とペイネによって指摘された最南部分（彼によると彼が兵隊によって追い出されたところ）の間の距離は約3/4マイルだった。
同様に、後にブレイゼルによって雇われた牧場労働者、トミー・タイリーTommy Tyreeは、ブレイゼルが彼に語った話によると、ヒツジが残骸原を横切るのを拒むためにそれらを水場に行かせるのに1マイルも追いやらねばならなかった、と述べた。
ブレイゼルの娘、ベシー・ブレイゼル・シュライバーBessie Brazel Schreiberによると、「いまの私にはおよそフットボール場の大きさであったと思われる領域に渡って、点々と撒き散らされたたくさんの残骸があった。さらなる物体が、極めて強く吹いていた風によってもっと広く広がっていたようだ」。タイリーと同様、彼女もたくさんの残骸が貯水槽の近くにあってヒツジがそこで水を飲まないという心配に言及していた彼女の父について言及した。
領域の状態の叙述は、全然邪魔にならなかったとするものから、この地帯にできた深い溝の叙述まで及んだ。マーセル・シニアによると、「地面にぶつかったり地面[の上]で爆発したものはなかった。何らかの地面の上で破裂したものがあったはずだ」。ベシー・ブレイゼルによると彼女は「地面の上の溝または他の何かが硬い地面にぶつかったというサインを見たことを覚えて」いなかった。
ところが、ブレイゼル・ジュニアによると、彼は、幅約10フィート、長さ500フィートで、深さ1フィートから18インチの、地面の下の硬い頁岩層まで広がる浅い溝を見た。「このことはそこを通るすごいわだちを作った。そのせいで牧草が戻って回復するのに1年か2年かかった」(p.50, 130)(p.65)。
地面の上の一つの溝または複数の溝を叙述する他の目撃者たちは、ウォルト・ホィットモア・ジュニアWalt Whitmore Jr. (175から200ヤードの扇形に根こそぎにされた牧草地)、ロズウェル対敵諜報部隊将校ルイス・リケット、AP通信の写真家ロビン・アデアRobin Adair（彼によると彼は回収作戦の上空を飛ぼうとしたが武器を振り回す兵隊によって退けられた）、およびアーサー・エクソン准将（彼によると彼は数ヶ月後にこの領域の上空を飛んだ）。エクソンによるとさまざまな溝に加えて、彼は「とても重要な領域」へと導かれる自動車のわだちを見たという。

## 異星人、脅迫および隠蔽についての目撃者の話

### 異星人についての直接の話
1990年代前期に始まり、数人の個人が異星人を見たという直接の話を与えた。
- フランク・カウフマンFrank Kaufmannはロズウェル基地でさまざまな義務を持ったと主張した。彼の話は1991年に出版された、UFO Crash at Roswell から現れ始めた。1993年にカール・フロックによってインタビューされたとき、彼は、「現場に出向く」、即ち墜落した異星人の乗り物とその乗組員の場所に行く許可を受けた人たちの、9人チームの一人であったと主張した。現場はロズウェルの北であったと主張したが、ただし彼は他所では現場はフォスター牧場だったと主張した。カウフマンによると彼のチームは現場に行き墜落した乗り物が割れ開いていて、1人の異星人の死体が枯れ川の壁に対して投げ出され、もう1人が乗り物からぶら下がり、もう3人の異星人の死体が乗り物の内側にあるのを発見した。全員が、「ウェットスーツのような」、「非常にぴったりフィットするつなぎ服」の制服を身に纏っていた。それは「銀白色」でそれぞれが普通はベルトバックルがあるところに「明らかなもの」を持っていた。異星人は（ヒトと比べて）より小さな鼻、眼および耳を持ち、髪はなく、ほっそりした体格で、身長約5フィート3であり、「普通の」手を持つ、と叙述された。彼らの肌色は「淡く、灰色がかっていた」[22](p.73-4)。
- ジェラルド・アンダーソンGerald Andersonは、6歳の子供のときに、アグスティン平原Plains of Agustinで異星人を見たと主張した。そこはバーニー・バーネットBarney Barnettが異星人を見たと言った場所でもあった(以下を見よ)。彼の話は最初、1992年に出版されたCrash at Corona の中で最初に取り上げられた。彼は、彼の家族と一緒に、「銀色の物体が…丘腹へと押し込まれていた」のを見たと言った。彼は異星人を見たことを叙述した: 「これらの乗組員たちのうち3人が地面に横たわっていた…1人は真っ直ぐに座っていた…。彼らは包帯を巻いているように見えた」。彼は考古学者たちの到来、次いで陸軍の到着を叙述した[23](p.90-6)。
- フレデリック・ベンソール軍曹Frederick Benthal、写真専門家、は彼とアル・カークパトリック伍長Cpl. Al KirkpatrickがワシントンD.C.から飛び、異星人の残骸と死体の写真を撮ったと主張した。彼らは最初に一つの現場に向かって街の北へと車を走らせ、そこでベンソールによると彼はある種の残骸を運ぶ隠れたトラックを目撃した。次いでカークパトリックはもう一つの現場へと送られそこで彼らは欠片を拾い上げた。ただしベンソールは近くのテントに連れて行かれた。テントの内側ではホルムアルデヒドのような何かの変な臭いがした。カークパトリックは後に他の現場から残骸を積んだトラックに乗って戻った。全ての彼らの機器とフィルムは没収された。彼らは基地に戻りワシントンへと飛んで戻り、情報を聞き出され彼らが何も見てなかったことにするよう言われた[24](pp.130-132)[23](pp.103-105)[25][26]。
- トーマス・ゴンザレス軍曹Sgt. Thomas Gonzalesは、UFO雑誌の編集者ドン・エッカーDon Eckerのインタビューの中で、彼が墜落現場を警備するのを手伝い死体と乗り物を見たと言った。エッカーはゴンザレスが「小さな人」を見たと言ったと書いた。彼らはヒトの外見だったがヒトより僅かに大きな眼と頭を持っていた。乗り物は「翼」の設計だった[27](p.13)[28](pp.38-39)。
- ジム・ラグズデイルJim Ragsdaleは異星人と彼らの乗り物を直接目撃したと主張した。彼の話は1994年のThe Truth About the UFO Crash at Roswell の中で最初に現れた。彼は、ロズウェルの約30マイル北で女友達とともに野外キャンプしていたあいだに、頭上を飛行し墜落した物体を見たと主張した。彼は乗り物が部分的に地面の中にめり込んでいるのを見たと叙述した。乗り物の近くには「死体または何かがそこに横たわっていた。彼らの背は高くなかった…最大でも4または5フィートだった」。彼と彼の女友達は残骸の一部を彼らのジープへと放り込み、陸軍が到着すると同時に離れた[27](p.7-8)。
- ウォルター・ホートWalter Haut、ロズウェルの一般情報将校。ホートは基地の空飛ぶ円盤のプレスリリースを発表するのを助けた人で、それは事件について他の直接知られているあらゆることのほとんどを否定するものだった。ところが、彼の最初の宣誓供述書の中で彼はこう述べた。「私は回収された物体が外宇宙からのあるタイプの乗り物であったと確信している」[29]。それから彼が死ぬ（2005年12月）数年前に、彼はその供述について詳しく述べた。ともに彼の死の後に発表されることとなった、2000年に研究家ウェンディ・コナーズWendy Connorsとデニス・ボルセイザーDennis Balthaserをともなって行われた、記録された後述歴史と2002年の宣誓供述書の中で、彼は彼が宇宙機と異星人の死体について直接の知識を持っていたと述べた。「ブランチャード大佐は私を個人的に、ターマック滑走路の東側に位置するB-29格納庫である、第84棟へと連れて行った。…私はそれが外側と内側の両方で厳重な警備の下にあったことを観察した。内側に入ると私は街の北で回収されたばかりの物体を安全な距離から直接観察することを許された。それは長さおよそ12から15フィートで、幅はそれほどなく、高さ約6フィートであり、むしろ卵形だった。…離れたところから、私はカンヴァス地の防水布の下の2体の死体を見ることができた。頭だけが覆いからはみ出ていて、私はいかなる特徴も見分けられなかった。頭は普通より大きく見え、死体を覆うカンヴァスの輪郭は10歳の子供の大きさを示していた。…[後にブランチャードは]その身長を示すために彼の腕を床から上に約4フィート広げて見せた。私は回収された死体を安置させるために一時遺体安置所が設けられたと聞かされた。…私は私が個人的に観察したものは外宇宙からのある種の乗り物とその乗組員だったと確信している」[24](pp.217-9)[29][30][31]。
- イライアス・ベンジャミン上等兵PFC Elias Benjaminは第390航空業務飛行大隊の憲兵だった。7月7日月曜日の朝、ロズウェル基地病院への台車つき担架の上でシートに覆われた3人または4人の死体を護衛する任務で配置された。1人は動いていたように見えた。移動の間、1人のシートがずり落ち「私にはヒトだとは思えなかった種の灰色がかった顔と膨れた、毛のない頭を明らかにした」。後に基地病院で、シートが取り払われ、彼は「その体に見合わない大きさの卵形の頭をもつ非常に小さな人物」を見分けられた。…今の私の記憶の中で目立った唯一の顔面の特徴はそれがツリ目の眼、その鼻があるべきところに二つの穴、そしてその口があるべきところに小さな裂け目を持っていたということだ。私がそれが生きていたと思う。「後に」、私は簡潔に報告させられ秘密保持宣言にサインした。…私は私がそれについて話したら、何かひどいことが、私だけでなく私の家族にも起こるぞ、と言われた」[24](pp.136-139)[32][33]。

### 他の異星人と異星人の宇宙機の回収についての話
多数の他の人々が彼らが他の人から異星人と異星人の乗り物についての報告を聞いたと言っている。一部の事例では、数人の人々が同じ人物から同様の異星人の話を聞いた。幾つかの他の人たちは異星人起源のものだった物体を見たあるいは手に取ったと主張した。
- バーニー・バーネットBarney Barnettの物語。ロズウェルでの異星人の回収の話は、1980年に出版された、チャールズ・バーリッツとウィリアム・ムーアWilliam MooreによるThe Roswell Incident において最初に一般に現れた。土壌技師バーニー・バーネットによってさまざまな人々に詳しく話された事件が言及され、そこではバーネットによると彼と考古学者たちのチームが1947年7月にニューメキシコ州ソコロの近くのサンアウグスティン平原に墜落した空飛ぶ円盤とそれに伴う死んだ異星人に偶然出くわした。軍はほとんど同時に到着し彼らを追い出した[23](pp.87-88)[34]。
- チャールズ・バートランド・シュルツ博士Dr. Charles Bertrand Schultz、ネブラスカ大学の古脊椎動物学者。シュルツは同様の墜落の物語を話したが、その場所はもっとロズウェルに近かった。シュルツによると彼は当時ロズウェルにいて、ハイウェイ285号線に沿って街の北へと車を走らせているあいだに、ハイウェイの西側のアクセスを規制する軍の非常線を見た。後にシュルツはテキサス工科大学の考古学者ウィリアム・カリー・ホールデン博士Dr. William Curry Holdenと会い、彼はシュルツに彼と彼の考古学チームがロズウェルの北でハイウェイの西側の墜落現場にいて異星人の死体をともなう奇妙な乗り物に出くわしたと語った。彼らは軍に連絡し、彼らが到着したときにチームは追い出された[28](pp.29-38)。
- 退役した空軍のアーサー・E・エクソン准将Brig. Gen. Arthur E. Exon、元ライト-パターソン空軍基地司令官は、異星人の宇宙機と死体が1947年にロズウェルで回収されたことを示す最高ランクの軍の人物として認定されてきた。彼は彼の情報が二次情報であるけれども、彼が個人的に知っていて信頼している直接関与した男たちからきたものであることを注意した。エクソンによると彼はライト-パターソンでの異常な残骸の分析について語られた。「二人の人物がそれがロシア製であるかも知れないと考えたが、全体の合意はその欠片が宇宙からきたというものだった。…ロズウェルは宇宙からの乗り物の回収だった」。彼によると彼は関係する墜落現場の近くから回収された死体についても語られた。彼は数ヵ月後に領域の上空を飛び少なくとも二つの衝突地域を見た。彼によると問題の全体が政府の最高レベルで隠蔽された[28](pp.142-149)[35]。
- オリヴァー・"パピー"・ヘンダーソン大尉Captain Oliver "Pappy" Henderson、1947年のロズウェルでのパイロット、は彼が異星人を空輸し異星人の死体を見たとさまざまな家族のメンバーと友人に語った。彼の妻、サッフォーSapphoは、宣誓供述書の中でこう言った: 「彼は私に[1980/81年のロズウェルについての新聞記事を]指差して見せ、『私はあなたにこの記事を読んでもらいたい。なぜならそれは本当の話だからだ。私はUFOの残骸をオハイオ州デイトンへと空輸したパイロットだ。私は今それらがこの新聞に載ったんだと想像している。私はこれについてあなたに話すことができる。私は何年もあなたに話したいと思っていた』。パピー・ヘンダーソンは彼のセキュリティ許可のために彼の仕事について議論したことがなかった。彼はその生き物を彼らの大きさには大きな頭を持った小さなものと叙述した。彼によるとそれらのスーツの材料である物質は彼が見たことのあるあらゆるものと違っていた。彼はそれらが奇妙に見えたと言った。私は彼が死体がそれらを保存するためにドライアイスの中に梱包されたと話したと信じている」。彼の娘メアリー・グルードMary Groodeは宣誓供述書の中で同様にこう書いた、「彼は私に記事の中に記述された墜落した乗り物と異星人の死体を見たことと、彼が残骸をオハイオ州へと空輸したことを語った。彼は異星の生き物を小さく色白で、ツリ目の眼と大きな頭を持っていたと叙述した。彼によるとそれらは人間形の外見だったが、我々とは違っていた。私は彼は3人の死体があったと言ったと思う」。ヴェリー・マッカーシーVere McCarthyによるとヘンダーソンは彼の古い第二次世界大戦の航空機乗組員に1982年の同窓会にて異星人の死体を見たことについて語った。ヘンダーソンは「…それらは露出のせいでひどく悪くなっていて捕食者によってかじられていたという趣旨のこと」を言った[36]。
- ロバート・シャーキー中尉Lt. Robert Shirkey、副作戦官(上を見よ)によるとフォートワースへのものとは別に、他の飛行があり、B-29がヘンダーソンによって操縦されライト基地へと直接飛行した。また彼によると彼は後にそれを知らされた: 「一人の軍曹と数人の航空兵が墜落現場へ行き、死体を含む、全てのものを運び去った。死体はHanger 84に納められた。ヘンダーソンの飛行は全てのそれらの物体を含んでいた。これらの関与した人全て―憲兵の軍曹、乗組員の全員、および私自身―が二週間のうちに異なった基地へと出航させられた」[37]。
- 対敵諜報部隊の局員ルイス・リケットLewis Rickettによると彼はシェリダン・キャヴィットに随行して牧場へと行き、高セキュリティと大規模な軍の残骸回収を目撃し、奇妙な金属残骸を手に取り、そして地面の中の溝を見た。1947年9月、リケットは彼とキャヴィットが天文学者リンカーン・ラパス博士Dr. Lincoln La Pazがブレイゼル牧場に墜落したデバイスの速さと軌道を決定しようと試みるのに助力したと言った。「リケットによると、ラパスは[物体が]もう一つの惑星からの探査機だったという意見を形成した」。リケットによると彼らは残骸原から5マイルにある着陸点を見つけた。そこでは、たぶん熱のために、砂が結晶化していた[27](p.142, 212)。彼が死ぬ少し前に、彼が物体の形が「コウモリ様」の翼をもち、長く、薄かったことを確認したとも主張された[27](p.174)[38]。
- エドウィン・イーズリー大佐Colonel Edwin Easley、憲兵を監督するロズウェル基地の憲兵司令官。何が起こったのか訊ねられたとき、彼は彼が情報保持の誓約を誓っていてそれについて話せないと言った。ところが、地球外生命体理論が理解するための正しい道かどうかを聞かれたとき、「この方法でいってみよう。それは間違った道じゃない」[21](pp.102-104)。イーズリーの医師、ハロルド・グラニックHarold Granik、および孫娘が、イーズリーが彼の死の床でロズウェルでの「生き物」について話したと報告したということも主張されている[39](p.29)。
- リディア・スレッピーLydia Sleppyは1947年にアルバカーキのラジオ局で働くテレタイプオペレーターであった。彼女によると彼らはロズウェルにあるKSWSラジオのジョン・マクボイルJohn McBoyleから電話コールを受け取った。彼女の宣誓供述書の中で彼女はマクボイルがこう言ったのを思い出した。「ロズウェルの北の地にそれらの空飛ぶ円盤物の一つが墜落した」。彼はコーヒーショップでブレイゼルと面会した。ブレイゼルによると彼が物体を発見し「それを彼の地所の小屋の下まで引っ張っていった。ブレイゼルはマクボイルに牧場へ来て物体を見るよう提案した。マクボイルはそれを『大きなぐしゃりと潰れた皿洗い容器』と叙述した」。彼女は加えて、そのときFBIが彼女がテレタイプを送信しようとするとそれに割り込んで彼らに通信を中止するよう命令したと言った。彼女によると彼女の上司、カール・ランバーツKarl Lambertzは翌日にマクボイルと話した。「彼はランバーツ氏Mr. Lambertzに軍がこの領域を隔離しそこでは円盤が見つけられ報道を締め出していたことを話した。彼はオハイオ州ライト基地から飛行機が飛来してこのものを持ち去っていくのを見た」[40]。局長、マール・タッカーMerle Tuckerは、当時にこの話を聞いたことを確認した。彼の死のすぐ前のインタビューの中で、マクボイルは「潰れた皿洗い容器」のような物体を見たことを確認した。それは約25-30フィートの長さで、斜面に衝突した[27](p.173)[41]。
- ビル・ブレイゼル・ジュニアBill Brazel Jr.は彼の父が牧場から大きな物体を引っ張ってきて家畜小屋の中にしまったと報告した。マーセルは一つの初期のインタビューの中で同様にブレイゼルが彼らに、彼が牧場から引きずってきた、直径約10フィートの、彼が見つけた最も大きな欠片を見せたことを詳述した[7](p.49, 185)。
- フランク・ジョイス、ロズウェルのラジオKGFLのニューズアナウンサー、によると彼はブレイゼルがウィルコックス保安官に最初に事件を報告したときに彼と話した。彼は最初にウォルト・ホィットモア・シニアWalt Whitmore Sr.が、彼が死ぬ間際に、回収された異星人の噂が正しくない、なぜなら異星人たちは緑色じゃなかったからだ、と述べたと言った。ジョイスは後に彼が誤引用していたと主張し、代わりにブレイゼルが「小さな緑色人」に言及していたと主張した。初期のインタビューでは、ジョイスは、自分は話を信じないとだけ言って、ブレイゼルが彼に語ったことの詳細について議論しなかったが、彼が事件を基地に報告したことを示唆した。ブレイゼルが報道にインタビューを与えた後、彼はジョイスに再び電話し「我々は話を正しくしていない」と言った。ブレイゼルはラジオ局へと行きジョイスに気球の話を語った。ジョイスはこう答えた。「見なさい。これは小さな緑色人について別の日に電話であなたが私に話したことと完全に違う。ジョイスによるとブレイゼルはこういう趣旨の応答をした。「違う彼らは緑色ではなかった。我々の人生は以前のようには戻らない」[23](pp.76-77)。1998年にトム・キャリーとドン・シュミットによって最初に報告された、もっと最近のインタビューの中で、ジョイスは、ブレイゼルは最初に彼と話したとき、最初に小さな、ヒトでない生き物について言及したと言って、彼のわかりにくい会話を説明している。最初ブレイゼルは大量の残骸を掃除する必要があったことをとても強調していた。「誰がすべてのがらくたを掃除しに行ったのか？」。するとジョイスによるとブレイゼルは本当に「それを失くし」始め、彼が別の場所で見つけた死んだ「小さな人々」からの「恐ろしい悪臭」について話した。ジョイスはたぶん軍の実験からのサルを見つけたのだろうと示唆した。「彼らはサルではなかったし、彼らはヒトでもなかった！」。ジョイスはそれから続けて彼の「小さな緑色人のコメントは我々のもともとの電話会話にまでさかのぼる」と説明した[22](pp.122-123)。
- ブレイゼルの隣人ロレッタ・プロクターによると、彼女の7歳の息子ティモシーTimothyまたは「ディーDee]はブレイゼルと一緒に彼が最初に見つけた残骸原へと行った。しかし残りの人生にわたって深い心的外傷を彼に残した何か別のものを東に2-1/2マイルのもう一つの場所で彼が発見したときも彼はブレイゼルと一緒であった。彼は彼女に決してそこで彼が何を見たのかについて正確に話さなかったが、1994年に彼女をその場所につれていき「ここがマックが何か別のものを見つけた場所だ」と言った。ディー・プロクターDee Proctorはインタビューで全ての試みをかわして2006年に死んだ。ところが、シドニー・"ジャック"・ライトSydney "Jack" Wrightを含む、別の牧場主の子供は現場を訪れていたと信じている。ライトは、牧場主トーマス・エディングトンThomas Edingtonの2人の息子とトルーマン・ピアースTruman Pierceの娘の1人が「別の場所」に来たと言った。ライトは1998年にこう言った。「死体が、大きな頭と目を持つ小さな死体があった。そしてマックもそこにいた。我々はそこから十分に速く逃げられなかった」[24](pp.46-47, 53)。
- エド・セイン上等兵Private First Class Ed Sainは第390航空業務飛行大隊の憲兵だった。7月7日の朝、彼とレイモンド・ヴァン・ワイ伍長Cpl. Raymond Van Whyは基地病院の外側の救急車施設へと報告するよう言われ軍救急車に乗り込んだ。それは街の北へそれから砂漠に向かって西へと運転された。彼らが夜に砂漠の中のどこかに着いたとき、そこには少しのテントと多数の投光照明があった。彼らはその目的のために設置されたテントから現場への入口を護衛し、「入り込もうとする者は誰であろうと撃つ」よう言われた。彼らは夜明けに基地へと戻った。彼の息子スティーヴンStevenは、彼の父はそれについて話すのをいまだに嫌がっていて、情報保持の誓約の下にあり、彼の生命が脅かされていると言った。スティーヴン・セインによると、彼の父は彼と彼の兄弟の両方に彼の仕事が「墜落現場で死体を護衛する」ことだったと語った。彼によると死体は「基地へと輸送されるまでは別のテントの一つの中に保管された」。彼は、彼の父が「人生でそれまで見たものの中で最も奇妙なものだった」と言っていたために、父が乗り物を見ていたとも考えた。レイモンド・ヴァン・ワイの妻、リオラLeola、によると彼女の夫はそれについて彼が退役した1954年に最初に話した。彼は彼女に彼が宇宙船が墜落した「砂漠の中の」墜落現場での護衛官だったと話した。「私の夫は私に墜落したのはUFOであり、それは円い円盤だったと話した。…彼はそこにいてそれを見た！」[24](p.129)。
- リロイ・ウォーレス軍曹Sgt. LeRoy Wallaceは第390航空業務飛行大隊のもう一人の憲兵だった。彼の未亡人によると、彼はある日の午後に呼び出されコロナの外側の墜落現場に行って「死体を積むのを手伝った」。翌朝彼が家に帰ってきたとき、彼女が気づいた最初のことは彼の衣服についたひどい悪臭であり、彼女はそれを燃やした。ひどい臭いは繰り返し入浴したにもかかわらず二週間にわたって彼の体からなかなか消えなかった[24](p.130)。
- ビヴァリー・ビーンBeverly Bean、メルヴィン・ブラウン軍曹Sgt. Melvin Brownの娘、によると彼女の父が異星人の死体が回収された墜落現場を護衛するのを手伝った。彼女は彼女の父が彼女に、彼がそれらがトラックで基地に輸送された後に、氷の中に梱包された2体または3体の異星人の死体を見たと話したと主張した。「彼はそれらが普通のヒトより小さく―約4フィート―我々より頭がずっと大きく、ツリ目の眼を持ち、そしてしたいが黄色がかった、ややアジア人に似た外見をしていたと言った」。その夜、彼は残骸か死体のどちらかがテキサスへの輸送を待つ格納庫の外側に立って護衛していた[42]。
- ホーマー・G・ローレット軍曹Sgt. Homer G. Rowletteはロズウェルの第603航空技師飛行大隊にいた。彼の息子ラリーLarryと娘カレン・グリーンCarlene Greenによると、彼は1998年3月に死の床で彼らに「空飛ぶ円盤の墜落」について話した。ラリー・ローレットによると彼の父はロズウェルの北の衝突地点に送られた詳細の掃除の一部だった。ニューメキシコ州コロナの近くにもう二つの現場があった。彼は彼が「その形を保持する薄い箔」と記述する「記憶物質」を取り扱った。彼は「いくぶん円形の」実際の船を見た。最後に、彼はこう言った。彼は「3人の小さな人々に会った。彼らは大きな頭を持ち少なくとも一人が生存していた」。カレン・グリーンによると彼女の父は、さらに明快に、彼女にこう語った。「1947年に彼らが宇宙船を回収したときはロズウェルでだった。私は関与した。私はそれを見た。それは全て本当だ」[24](p.199)。
- ロランド・メナ上等兵Private First Class Rolland Menaghは第390航空業務飛行大隊のもう一人の憲兵だった。彼は後に空軍特別捜査局のセキュリティ専門家となった。息子のマイケルMichaelとロランド・ジュニアRolland Jr.によると、彼らの父は1960年代に最初に彼の関与について話した。ロランド・ジュニアは「彼はロズウェルの北のUFO墜落現場を護衛する憲兵だった。彼は船を見た。彼はそれを丸いまたは卵型であり継ぎ目がなかったと記述した」と思い出す。ロランド・ジュニアは彼の父が死体について話したことは覚えていなかったが、マイケルは彼が3人の死体に言及したことを思い出した。彼はこう加えた。「彼によると宇宙船はそれを覆う防水布をかけられて18輪車へと積み込まれ、それから航空基地の下の街の中心を真っ直ぐ通って運転された。私の父によると彼は墜落現場からそれが置かれた格納庫までの全行程をジープの中でそれに随行した」[24](pp.100-101)。
- フランキー・ロウFrankie Roweは、ロズウェルの消防士ダン・ドワイアーDan Dwyerの娘だった。彼女の父は家族に彼らが飛行機の墜落だと考えたことのためにロズウェル郊外へ出動したことを語った。「彼によるとそれは地球でないところからの何かの墜落だった。…墜落はたくさんの小さな物体の欠片、2体の小さな死体、および周りを歩いていた一人の人物を周りに残した。彼によるとそれは別の惑星からきたものだった…彼らは非常に小さく、周りを歩いていた1人はだいたい10歳の子供のサイズであり、それにはいかなる毛もなかった…それは非常に小さな耳といくぶん大きな暗い瞳を持っていた。彼らは体全体を覆うつなぎのスーツを着ていた」[22](p.46)。後に彼女は軍が彼らが話したら家族全員を殺すぞと脅されたと主張した。(脅迫の話は以下を見よ)
- バーバラ・ダガーBarbara Dugger、ジョージ・ウィルコックス保安官Sheriff George Wilcoxの孫、によると彼女の祖母、イネス・ウィルコックスInez Wilcoxはかつて彼女に何が起こったかについて語った: 「ロズウェル郊外に墜落した宇宙機―空飛ぶ円盤―があった」。ブレイゼルが保安官に事件を報告した後、彼は午後に現場へと赴いた。「大きな焼けた領域があり、彼は残骸を見た。彼は4人の『宇宙の生き物』も見た。小さな人の1人は生存していた。彼らの頭は大きかった。彼らは絹のようなスーツを着ていた」。軍は彼女がそれについてしゃべったら死があると家族全員を脅した[43]。
- ミリアム・ブッシュMiriam Bushは病院管理者ハロルド・ウォーン中佐Lt. Col. Harold Warneの秘書だった。ジーンとジョージの姉弟によると、彼女は仕事後に非常にストレスを受けた状態で家に帰った。彼女はウォーンが彼女を診察室へと連れて行き彼女は数人の小さな子供のような死体を見たと主張した。1人は動いていた。彼らの肌は灰色がかってから茶色への色合いで彼らは白亜麻のような何かを身にまとっていた。彼らの頭と眼は大きかった。翌日彼女は帰宅し誰もそれについて話したことはないと言った。家族は彼女が高圧的な脅迫を受けたのだと思った[24](pp.119-122)。
- 葬儀屋グレン・デニスGlenn Dennisによるとロズウェル基地は彼を呼んで回収された3体の死体のための小さな柩を求めた。すぐ後に、怪我をした航空兵を基地病院へと搬送した後、デニスによると彼は救急車の中の奇妙な金属質の物体を見て、彼に離れるよう警告した心配そうな病院内部の看護師の友人に偶然出会い、そして将校によって脅迫され、彼は追い出された。翌日、彼は基地へ行って看護師に会った。彼女は異星人死体解剖を叙述しデニスのために彼女が見た異星人死体の絵を描いた。「彼女によると頭は体に不釣合いに大きかった…。3体の死体があった; 2体はとてもずたずたに傷つき、捕食動物によって破壊されたようだった; 1体はかなり無傷だった。彼らは身長3.5～4フィートだった」。彼らは4本の長い指を持っていた。ひどい悪臭のために彼らは手術を飛行機格納庫へと移動させなくてはならなかった[42][44]。
- ルーベンRuben、ピートPete、およびメアリー・アナヤMary Anayaは、ルーベンが、個人的友人だった、ニューメキシコ州副知事のジョゼフ・モントーヤJoseph Montoyaから彼を迎えに行くと基地からの電話を受け取った、と話した。（ルーベンは基地で働いていた）。彼を彼らの家へと連れて行くあいだ、モントーヤは青ざめ怖がっていた。彼は大皿形の物体が墜落した様子を話した。格納庫の中で、彼は墜落した残骸の欠片とヒトでない「小さな人」を見た。そのうち1人はかろうじて生きており、医師によって処置されていた。彼らは低身長で、白く、禿げで、痩せており、大きな眼と4本の長い指を持っていた。彼らはぴっちりしたスーツを着ていた。モントーヤは彼らにそれについて話すな、さもないと政府の誰かが彼らを逮捕すると警告した[27](pp.22-24)。
- フランシス・キャシディ兵卒Pvt. Francis Cassidyはロズウェルの第1395憲兵中隊の憲兵だった。彼の妻サラ・マウンスSarah Mounceによると、彼女の夫は1976年の彼の最期の日の間にHangar P-3を護衛し内側の死体を見たと彼女に話した。ロバート・J・リダ伍長Cpl. Robert J. Lidaは第1395憲兵中隊のもう一人の憲兵だった。彼の妻ワンダ・リダWanda Lidaによると彼女の夫も彼女に1995年の彼の人生の最期の月に同じ格納庫の内側の死体を護衛したことについて話した。彼は格納庫の内側の残骸と多数の「小さな死体」が他の場所への輸送のための準備をされているを観察した[24](p.198)。
- マイヤーズ・ワーニー大尉Capt. Meyers Wahneeの娘、ブランチー・ワーニーBlanche Wahneeによると、彼女の父は家族に彼の人生の最期の日にロズウェル事件は本当であると語った。第二次世界大戦の間パイロットだった彼は、1947年には最上層のセキュリティ将校だった。彼はコロラド州フォート・シモンズからロズウェルへと飛行機で移動しロズウェルからフォートワースへの「極秘のアイテム」の特別なB-29便での輸送を監督した。アイテムは単一の、大きな、木箱でありワーニーは爆弾庫の中でセキュリティ護衛として随伴していた。それは彼によるとロズウェル付近で回収された異星人の死体を収めていた。彼はまた3つの現場があったとも言った[24](p.203)。
- マリオン・M・マグルーダー中佐Lt. Col. Marion M. Magruder[45]の4人の息子によると、彼らの父は彼の死の床で彼らに、1947年7月中旬または下旬に、オハイオ州ライト基地で墜落した残骸と生きた異星人を見せられたと語った。彼はアラバマ州モンゴメリのマクスウェル基地での、将軍を含む、さまざまな軍務にある最高の高位の将校たちだけで構成された、航空戦争学校に出席していた。彼らはライト基地へと飛行機で送られ最高の緊急と重要性の事件についての彼らの意見を取られた。そこで驚いた将校たちはちょうど二週間前にロズウェル付近に墜落した地球外の宇宙船のライト基地への回収について話した。残骸は彼らが調査するために運び出された。それから彼らは別の部屋へと連れて行かれ生存している異星人を見せられた。マイク・マグルーダーによる叙述によると、彼の父は「生き物」は5フィート以下の身長で、「ヒトのよう」であったが、より長い腕、より大きな眼、そして特大の、毛のない頭を持っていた、と言った。それは口にあたる裂け目と二つの穴を持っていたが鼻と耳にあたる突起はなかった。それが「別の惑星から来た」ことは疑いなかった[24](pp.203-207)。
- スティーヴン・ラヴキンSteven Lovekinは、1959年から1961年の間にホワイトハウス陸軍信号中隊で働いていた人で（暗号化され機密化されたホワイトハウスの情報伝達を扱う）、彼と他の人がペンタゴンでUFOブリーフィングを受けたと言った。ラヴキンによると、彼らは象形文字で覆われた金属ビームと箔のような残骸の欠片を見せられた。彼らはそれが「1947年のニューメキシコ州での地球外の乗り物の墜落」からきたものだと話された。さらに、「…彼らは死体、地球外生命体の死体があった…3体か5体あった…という事実について議論した。これが起こったとき、1人は生きて、部分的に生きていた」。ラヴキンは彼がアイゼンハワー大統領がどのように制御が政府の手からはずれ状況の研究の仕事を課された企業によって引き受けられるかについて話し心配しているのを聞いたとつけ加えた[46]。

### 脅迫の話
数人の人々が軍または政府の職員によって彼らが見たまたは知ったことについて沈黙を守るよう脅迫されたと主張した、または主張する人々を知っていた。一部の事例では、これらの脅迫は死の脅迫を含む。
- 葬儀屋グレン・デニスによると彼は基地病院で赤毛の大尉から死の脅しを受けた。彼はデニスに話したら「誰かがあなたの骨を砂漠で拾うことになるだろう」と警告した。次の日、ウィルコックス保安官は個人的友人であったデニスの父と話し、こう言った。「…あなたの息子に彼が何も知らないし基地で何も見ていないと話してくれ。彼らはあなたとあなたの妻の名前を聞き、彼らはあなたとあなたの子供の住所を聞いた」。彼の父は彼に保安官との会話について話したので、デニスは前日の出来事を父に話した。デニスは彼に異星人の死体について打ち明けた看護師が後に基地から連れ出され手紙を通しての彼女との連絡は封筒に「死亡」印をつけて送り返されたとも主張した[42][44]。
- フランキー・ロウは、彼女の父が消防士であり消防車に乗って郊外で残骸となった乗り物と異星人の死体に出くわしたと主張する。後に、落ちた乗り物からの「ひとりでに広がる」鈍い灰色の金属箔の欠片を持った州警察官を見た後に、彼女と彼女の家族は彼女の家を訪れた軍の職員によって沈黙するよう脅迫された。彼女によると彼らは彼女らにこう話した: 「彼らは私たちを砂漠に放り出し、誰も私たちを再び見つけることができないようにすることだってできる」。彼女の宣誓供述書の中で彼女はこう書いた。「もし私がそれについてしゃべったら、私は砂漠の中へと連れて行かれ二度と戻れない、または私の母と父が元戦争捕虜収容所である「オーチャード・パーク」に連れて行かれる、と私は話された[28](p.182)[27](p.89)[47]。ロウの姉ヘレン・カヒルHelen Cahillは彼女の両親が彼女に同様の話をしたと言った[28](p.175)。
- バーバラ・ダガー、ジョージ・ウィルコックス保安官の孫娘、によると彼女の祖母、イネス・ウィルコックスは彼女に保安官が牧場へと行き4人の異星人の死体を見たと語った。「私の祖母は『誰にも言うな。事件が起こったとき、憲兵が拘置所へと来てジョージと私にもし私たちが事件について何か話したら、殺されるだけでなく、我々の家族全員も殺されるだろうと話した』と言った」[43][48]。他の人たちはイネス・ウィルコックスが彼らに同様の話を話したと言った[13](p.96)[22](p.287)。
- アナヤ一家（上を見よ）は基地へジョゼフ・モントーヤ副知事を迎えに行き、動揺したモントーヤが墜落した乗り物について話し格納庫で4人の異星人死体を見たという話を語った。モントーヤはそれから彼らに警告し、未来の訪問の中で、政府の誰かが彼らを探しにくるためにそれについて話さないよう警告した。
- ジョージ・"ジャド"・ロバーツGeorge "Jud" Robertsはロズウェルにあったラジオ局KGFLの支配人だった。彼は彼が彼の局がブレイゼルに行ったインタビューを放送するなと脅迫されたと主張した宣誓供述書に署名した。「私はワシントンD.C.にいる誰かからの電話を受け取った。それはニューメキシコ州選出連邦上院議員クリントン・アンダーソンかデニス・チャヴェスのオフィスにいた誰かからだったのだろう。この人物はこう言った。『我々はあなたがある程度の情報を持っているとわかっている。我々はもしあなたがそれを発表したら、あなたの局の免許が危険に晒される可能性が十分ありうることをあなたに保証したい。だから我々はあなたがそれをしないことを提案する』。この人物は我々が3日というすぐのうちに我々の免許を失うかも知れないことを示唆した。私は話を発表しないという決定を下した」[49]。
- KGFLラジオ局の所有者の息子、ウォルト・ホィットモア・ジュニアも、彼の父がブレイゼルを彼らの家に隠し記録インタビューを行ったことを思い出した。ホィットモア・シニアは相互通信を通して話を得るのが不可能だったので、代わりにKGFLによって局所的に予備的発表を放送し始めた。この時点で、長距離電話がスロウィーSlowieと呼ばれる男から局へとかかってきて、彼はワシントンの連邦通信委員会の一員であると言った。スロウィーはホィットモアにこの話は国家セキュリティに関与することと、もし彼が自分の局の免許を尊重するのなら彼はそれを放送するのを終わらせそれについて忘れるべきであると通知した。そのすぐ後に、もう一つのワシントンからの電話が上院議員デニス・チャヴェスからかかってきて、彼はホィットモアがスロウィーが忠告した通りにするのがいいと示唆した[4](p.98)。
- フランク・ジョイス、KGFLのニューズアナウンサーでディスクジョッキー、によると彼はブレイゼルが最初に街に来たときに電話でブレイゼルと話し、ブレイゼルは発見したヒトでない死体を叙述した（上を見よ）。後に、ジョイスは「空飛ぶ円盤」の回収を発表する基地のプレスリリースを受け取りそれをUPI通信のテレタイプに打ち込んだ。最初にUPIのニュースが局のテレタイプへと来たとき、ジョイスによると電話が激しく鳴った。彼はペンタゴンのジョンソン大佐から怒った電話を受け取り、誰が彼にプレスリリースを発表することを話したかを教えるよう要求した。ジョイスが自分は民間人でありそのような命令はできないはずだと言うと、大佐は「私がお前に何ができるか見せてやる」と答えた。ジョイスによると彼はプレスリリースのコピーを集め隠すことを決めた。そのためにさまざまなテレタイプが後に彼の上司ホィットモアへともたらされたが彼は何も組み立てなかった。後に、誰かが局へやって来て、隠された資料の一部を見つけ、それらを取り除いた。ところが、元々のテレタイプの一部は見つかっておらず、ジョイスはまだそれらを保有している。ニューメキシコ州サンタフェにあるUPI通信のジャド・ディクソンJud Dixonは、同じことが彼のオフィスでも起こったと言った[27](pp.65-66)[22](pp.245-248)[50]。ところが、カール・フロックによるとディクソンは彼にロズウェル事件について全然記憶がなく、まして没収の記憶などない、と語った[22](p.97)。
- マック・ブレイゼルは軍の職員に同伴されているのと軍の拘置されてある程度の時間を過ごしたのを見られている。数人の目撃者たちによると、そこで彼が見たことについて話さないよう彼が脅されたと彼は言った。フランク・ジョイスによるとブレイゼルは彼が出席したニュース会見に到着したときに彼の話を変えた。「私は彼が話を変えたのを覚えている。…私は彼に、あなたが言っていることは別の夜にあなたが言っていたことと違う、と話した。彼が来るように言われたことを[彼は認めた]。…ブレイゼルは私に彼らが我々にしようとしていることを話した。…彼は本当に怖がっていた。…『彼らに何も話そうとしてはいけないぞ、いいか？』[とブレイゼルは言った]」[22](pp.69-70)。

### 隠蔽の話
- リディア・スレッピー（上を見よ）は起こったことを政府が覆い隠そうとしたと主張した最初の目撃者の一人である。彼女は1947年にアルバカーキのラジオ局で働くテレタイプオペレーターだった。彼女によると彼女が電話で知らされた墜落した空飛ぶ円盤とブレイゼル牧場でめちゃめちゃになった皿洗い容器のような物体を見たことについてのリポーターの話を送ろうとしたとき、FBIがそれを切断し彼らに送信を中止するよう命令した[40][41]。
- ウォルター・ホート中尉Lt. Walter Haut、ロズウェルの一般情報将校、は彼の2002年の宣誓供述書の中で入念な隠蔽が行われたと主張した: 「7月8日火曜日の朝、私は午前7:30に定期的に予定された職員会議に出席したと思う。他に、ブランチャード、マーセル、CICのシェリダン・キャヴィット大尉[別の上位の将校の名前]、およびテキサス州フォートワースにあるカーズウェル陸軍飛行場から、ブランチャードの上司、ロジャー・レイミー准将Brig. Gen. Roger Rameyと彼のスタッフの主任、トーマス・J・デュボーズ大佐Col. Thomas J. Duboseが出席していた。リンカーン郡の広範囲な残骸原に関する主要な議題はマーセルとキャヴィットによって報告された…。街のおよそ40マイル北の第二の現場について予備的ブリーフィングがブランチャードによってもたらされた。…会議で議論された主な関心の一つは我々が発見を公表すべきか否かについてだった。レイミー准将は計画を提案した。私はそれが元々はペンタゴンの彼の上司によって作成されたと信じている。他の場所を認めることによって街の北のもっと重要な地点から注意を逸らす必要があった。あまりにも多くの民間人がすでに関与し報道はすでに知らされていた。私はどのようにこれが遂行されたのかについて完全に通知されなかった。午前9:30ごろ、ブランチャード大佐は私のオフィスに電話しロズウェル北西の牧場からきた、空飛ぶ円盤が我々の所有にあり、マーセルが物体をより高い司令部へと空輸したというプレスリリースを口述した…」。さらに、ホートは彼が「2つの別個のチームが1ヵ月後にあらゆる残った証拠への周期的調査のために両方の現場へと戻ったことに気づいた」と述べた[24](pp.215-217)。
- ジェシー・マーセル少佐Major Jesse Marcel、ロズウェル情報局の将校、はフォートワースへ行ってロジャー・レイミー大佐Gen. Roger Rameyに回収された墜落物体を見せるよう命令された。一つのインタビューの中で、彼が本当の物体とともに写る一枚の写真が撮られたが、全てのものが取り除かれ、代わりに他の物体が後の報道写真のために用いられた。次いで、もともとの残骸は写真の中にあったが、しかし報道からそれを遮蔽するために紙によって覆われていたと彼は主張した。
  - 「その一枚の写真の中の物質は我々が見つけた実際の物質の欠片だった。後に、彼らは我々の残骸をきれいに運び出し彼らが持っていた何かにすり替えた。彼らはそれからさらなる写真を許した。それらの写真は実際の残骸がライト基地への行程にあるあいだに撮られた」[4](p.75)。
  - 「[気象観測用気球とレイミーが一緒に写る写真を指して]「それは偽物だ。…そこに見えるものは私が[本物の残骸だと]だますために用意した茶色い紙の欠片に過ぎない。だからニュースメディアは私が持っていたものの写真を得ることはできなかった。[私は、あなたが見せている私の写真の中に含まれる、本物の物質を回収した。レイミーは私にこう言った]。『何もしゃべるな。何も見せるな』。…[レイミーは]それが気象観測用気球の断片であったと主張した。…私はそれが気象観測用気球でないことを知っていたし、レイミーもそれが気象観測用気球でないことを知っていた。彼らは厳密に報道のために作られた写真を持った…」[51]。
  - 「彼ら[報道関係者]を私の後ろから引き剥がすために、私は彼らに我々が落ちた気象観測用気球を回収していたと話した。私は後に私の基地からの軍のチームが地域全体をくまなく探すために送られたと話された」[52]。
- レイミー将軍の長官だった、トマス・デュボーズ准将Brigadier General Thomas Duboseは（両者はレイミーのオフィスにおける気象観測用気球の報道写真に写っている）、宣誓供述書の中でこう言った: 「レイミー少将のオフィスで撮られた写真の中に見える物体は気象観測用気球だった。物体に対する気象観測用気球の説明は報道の注意をそらすための偽の話だった」。マーセルのように、幾つかのインタビュー中で、彼らが本物の残骸の代わりに他の場所から持ち込んだ物体を用いたことを彼は示唆した。彼によると、本物の残骸は秘密を守るために彼ですら見ることを許されなかった。彼によると、戦略航空軍団の参謀副長クレメンツ・マクミュレン将軍General Clements McMullenは隠蔽を始めるよう彼に電話で命令した。報道写真が撮られる数日前、デュボーズによるとMcMullenは「大佐の運搬人」によるロズウェルからワシントンへの残骸の輸送も命令し、その後それは分析のためにライト基地へと空輸された。デュボーズによると、McMullenは絶対の秘密保持を命令し、それは「トップシークレットを超え」ているほどの秘密だった。ドゥボーズはこれについて誰にも議論しなかった[53]。
  - 「マクミュレン[将軍]は言った。見ろ、何か思いつかないか？報道が我々を悩まさないようにするのにするものが何かあるか？だから我々はこの気象観測用気球の話を思いついた。誰かがそれを得て、我々はそれを200フィート動かしてから落として、それが墜落したように見えるようにした。それが我々が使ったものだ」[54]。
  - 「実際は、それは嘘の話であり、気球はそれの一部だった…。誰かが思いつきを偽の話としてでっち上げて…我々はこの気象観測用気球を使った。…これは報道に与えられた通りの話だ、それだけの話なんだ、他のことは全部忘れない、と我々は言われた。…McMullenは私にこう言った。『これについて議論してはならない…これはトップシークレット以上のことだ…それはトップシークレットを超えている。それはジョージ・ケニーGeorge Kenneyの補佐官としての私の優先項目のうちであり、そして彼はこんどは大統領に報告責任がある。これはお前が提示できる最高の優先項目だ。そしてお前は何も言うな。』」[7](p.166)[53]。
- ライト-パターソン空軍基地の元指揮官アーサー・エクソン准将Brigadier General Arthur Exonは、こう述べた。「私は知っている。当時複数の目撃が起こり、レイミー将軍へだった…そして彼は、ロズウェルにいた人々と一緒に、話を変えるよう決定した。彼らは一緒に行動するようにし、ペンタゴンへのおよび大統領への情報を得ていた」。彼はこうも言った。「政府上層にいた全てのこれらの人たち（空軍参謀総長カール・スパーツCarl Spaatzや空軍長官スチュアート・サイミントンなど）…彼らはニューメキシコ州ロズウェルについて最も知っていた人たちだった。彼らはそれから残されたものについてすることに関与した」[7][27][35]。
- 月面歩行者でありアポロ14号の宇宙飛行士だったエドガー・ミッチェルEdgar Mitchellはロズウェルの真実についてさまざまな公式声明を発表した: 「はっきり言うと、ロズウェルは起こった。私は政府がそれについて知っていた―しかしおおやけには知らせないことを決めた―ことを示す秘密ファイルを見たことがある。私はロズウェル当時にそこにいた軍の老人たちと話し始めるまで異星人の存在について信じていなかった。私が異星人についての政府文書について話せば話すほど、私はどんどん確信してきた」[55][56]。ミッチェルは死体についても話している: 「少しの内部関係者だけが真実を知っている…そして発見された死体を研究している」。ミッチェルは内部関係者の秘密集団がケネディ後の大統領へ報告するのを妨げていると付け加えた[57]。